# Heathen Foray
Heathen Foray (engl. Überfall der Heiden) wurde im Herbst 2005 in Graz, in der Steiermark, Österreich, gegründet. Der Musikstil lässt sich am besten als Viking Metal mit Melodic-Death-Metal-Einflüssen beschreiben. Die Liedtexte handeln überwiegend von (heidnischen) Schlachten und Kriegern.

## Bandgeschichte
Die Band wurde 2005 durch Jürgen Brüder und Daniel Koinegg gegründet. Nach kurzer Zeit ergänzte C. Michael Hofbauer als Schlagzeuger die Band. Anfang 2006 fand sich mit Markus Engert ein Bassist, der zusätzlich auch noch einen Proberaum für die Band zur Verfügung stellte.
Etwa ein halbes Jahr nach Bandgründung, im Mai 2006, verließ Gitarrist Daniel Koinegg die Band und wurde durch Safet Pehlic ersetzt. Etwa zur selben Zeit kam Robert Schroll zur Band, der mit seinem Gesang die Besetzung komplettierte.
Nach ihrem ersten Auftritt in Deutschlandsberg verließ Safet Pehlic die Band und wurde durch Zhuan ersetzt. 2007 wurde das  Demo Forest in den Rockstudios in Leoben aufgenommen.
Anfang 2008 verließ Markus Engert die Band und wurde durch Markus Wildinger ersetzt. Im Frühjahr 2008 spielte Heathen Foray als Vorband von Ensiferum, Moonsorrow, Korpiklaani, Týr und Eluveitie ein Konzert der Paganfest-Tournee in Graz. Ihr in den Rockstudios aufgenommenes Album  The Passage wurde 2009 von dem deutschen Label Black Bards Entertainment veröffentlicht. Heathen Foray wurden als „Best Austrian Newcomer 2009“ von folkmetal.at ausgezeichnet. Im Jahr 2009 ging Heathen Foray auf zwei Deutschlandtourneen. Nach der Veröffentlichung des Albums stieg Hofbauer aus beruflichen Gründen aus. Franz Löchinger ersetzte ihn 2010 als Session-Schlagzeuger und wurde später zum vollwertigen Mitglied.
2010 wurde das Album Armored Bards über Black Bards Entertainment veröffentlicht. Im Herbst 2010 begab sich die Band auf eine Europatournee gemeinsam mit Black Messiah, Adorned Brood, Nomans Land und Negură Bunget.
2011 verließen Bandgründer Jürgen Brüder und der erst 2010 zur Band gestoßene Schlagzeuger Franz Löchinger Heathen Foray aus beruflichen Gründen. Das Abschiedskonzert fand am 29. Oktober 2011 in Lafnitz statt. Im Herbst 2011 stieg Alex Wildinger, der seit 2009 als Live-Gitarrist bei der Band aushalf, ein. Markus „Puma“ Kügerl kam im Frühjahr 2012 zu Heathen Foray.
Im September 2013, veröffentlichten Heathen Foray ihr drittes Studioalbum Inner Force und präsentierten dieses auf der „Mid European Pagan Siege Tour“ durch Österreich, Deutschland und Tschechien führte.
Im Jahr 2014, war die Band am „Barther Metal Open Air“ und wie schon 2010, am Kaltenbach Open Air zu sehen.
Anfang des Jahres 2015, unterschrieben Heathen Foray beim deutschen Label Massacre Records. Am 24. April erschien das vierte Album Into Battle, das wie die Vorgänger in den Rockstudios produziert wurde. Anfang April 2015 begab sich die Band auf eine Headliner-Tournee durch Polen, Tschechien, die Slowakei und Österreich. Im Juni 2015 erreichen Heathen Foray bei den japanischen Import-Album-Charts den zweiten Rang.
2016 wurde Andreas Kienleitner als neuer Gitarrist anstelle von Zhuan vorgestellt.
Für das Jahr 2017 legten Heathen Foray eine Live-Pause ein, um verstärkt an neuen Songs zu arbeiten.
Im Winter 2018 stieg Bandgründer Jürgen Brüder wieder in die Band ein und ersetzte Andreas Kienleitner.
Die Band begab sich im Februar 2019, auf eine kurze Tour durch Österreich, Deutschland und Tschechien.
Am siebten April 2023, veröffentlichte die Band ihr sechstes Studioalbum Oathbreaker. Darauf enthalten ist das zuvor auch als Single mit Musikvideo ausgekoppelte Ahnenreih, dessen Text im steirischen Dialekt verfasst ist.
Im Jahr 2025, spielten Heathen Foray nach 2014, ein zweites Mal am Barther Metal Open Air.

## Stil
Das musikalische Ziel von Heathen Foray war es von Anfang an, „melodische, eingängige und dennoch harte Musik zu machen“. So wird bewusst auf Flöten und andere folk-metal-typische Instrumente und auf Keyboards verzichtet. Die dominierende Rolle in allen Liedern übernehmen die Gitarren. Gekennzeichnet werden diese durch viele Soli und anspruchsvolle Spieltechniken wie das Sweeping. Verglichen wird die Band unter anderem mit Wolfchant und Turisas.
Thematisch wird die Band bei ihren Liedtexten teilweise von den nordisch-germanischen Sagen und Mythen inspiriert. Es werden aber auch Themen wie der innere Persönlichkeitskampf eines Menschen (bei Wolkenbruch) oder zyklischen Abwechslung von hell und dunkel (bei Winterking). Überwiegend sind die Lieder in Englisch gehalten; es finden sich aber auch einige deutsche.

## Diskografie
- 2007: Forest (Demo, CD, Eigenvertrieb)
- 2009: The Passage (Album, CD, Black Bards Entertainment) Wiederveröffentlichung 2018 im Eigenvertrieb.
- 2010: Armored Bards (Album, CD, Black Bards Entertainment) Wiederveröffentlichung 2018 im Eigenvertrieb.
- 2013: Inner Force (Album, CD, Eigenvertrieb)
- 2015: Into Battle (Album, CD, Massacre Records)
- 2020: Weltenwandel (Album, CD, Massacre Records)
- 2023: Oathbreaker (Album, CD, Massacre Records)

## Musikvideos
- 2020: Tanz
- 2023: Leben (Regie/Produktion: Jürgen Brüder)
- 2023: Oathbreaker (Regie/Produktion: Jürgen Brüder & Robert Schroll)